# الکساندر پومازون
الکساندر پومازون (روسی: Александр Васильевич Помазун؛ زادهٔ ۱۱ اکتبر ۱۹۷۱) بازیکن فوتبال اهل اوکراین است.
از باشگاه‌هایی که در آن بازی کرده‌است می‌توان به باشگاه فوتبال ولگا نیژنی نووگورود، باشگاه فوتبال اورال یکاترینبورگ، باشگاه فوتبال اسپارتاک مسکو، باشگاه فوتبال متالیست خارکوف، باشگاه فوتبال بالتیکا کالینینگراد، باشگاه فوتبال سوکول ساراتوف، و باشگاه فوتبال ساترن رامنسکویه اشاره کرد.
وی همچنین در تیم‌های ملی فوتبال اوکراین بازی کرده‌است.